# Hababa
Hababa (tiếng Ả Rập: حبابة) là một ngôi làng Syria ở quận Duraykish thuộc tỉnh Tartous. Theo Cục Thống kê Trung ương Syria (CBS), Hababa có dân số 769 người trong cuộc điều tra dân số năm 2004.